# Twiningia grandis
Twiningia grandis är en insektsart som beskrevs av Beamer 1942. Twiningia grandis ingår i släktet Twiningia och familjen dvärgstritar. Inga underarter finns listade i Catalogue of Life.